# 1949年の相撲
1949年の相撲（1949ねんのすもう）は、1949年の相撲関係のできごとについて述べる。

## アマチュア相撲
- 吉村道明（近大）が全国学生相撲選手権大会で優勝し、学生横綱となる。

## 大相撲

### できごと
- 1月、春場所、浜町仮設国技館で13日間。東富士が新横綱に昇進し、4横綱となる。
- 5月、夏場所、浜町仮設国技館で15日間。番付に呼出、世話人の名が載る。幕内優勝、三賞受賞者がすべて出羽海部屋所属であった。場所後の番付編成会議で千代ノ山の大関昇進決定。
- 10月、秋場所、大阪仮設国技館で15日間。横綱・前田山が本場所を休場して帰京、後楽園球場で野球を観戦して問題に。千秋楽、出場停止処分となり引退を発表（シールズ事件）。二枚鑑札で襲名していた年寄高砂専任となる。場所後の番付編成会議で汐ノ海の大関復帰が決まる。
- 12月、蔵前国技館の上棟式。

### 本場所
- 一月場所（浜町仮設国技館、12～24日）
幕内最高優勝 : 東冨士謹一（10勝2敗1分,2回目）
  - 殊勲賞-三根山、敢闘賞-國登、技能賞-栃錦

十両優勝 : 鳴門海一行（9勝4敗）
- 五月場所（浜町仮設国技館、15～29日）
幕内最高優勝 : 増位山大志郎（13勝2敗,2回目）
  - 殊勲賞-千代ノ山、敢闘賞-羽島山、技能賞-五ツ海

十両優勝 : 大昇充宏（11勝4敗）
- 十月場所（大阪仮設国技館、9～23日）
幕内最高優勝 : 千代ノ山雅信（13勝2敗,1回目）
  - 殊勲賞-鏡里、敢闘賞-鏡里、技能賞-栃錦

十両優勝 : 琴ヶ濱貞雄（11勝4敗）

## 誕生
- 3月30日 - 栃偉山弘行（最高位：十両13枚目、所属：春日野部屋）
- 4月2日 - 鷲羽山佳和（最高位：関脇、所属：出羽海部屋）[1]
- 4月23日 - 吉の谷彰俊（最高位：前頭4枚目、所属：出羽海部屋、+ 2000年【平成12年】）[2]
- 5月20日 - 吉王山修（最高位：前頭2枚目、所属：三保ヶ関部屋）[3]
- 6月20日 - 荒勢永英（最高位：関脇、所属：花籠部屋、+ 2008年【平成20年】）[4]
- 6月23日 - 大旺吉伸（最高位：前頭4枚目、所属：二子山部屋）[1]
- 7月15日 - 修羅王政勝（最高位：十両4枚目、所属：二子山部屋）
- 9月25日 - 大車輪松五郎（最高位：十両6枚目、所属：時津風部屋）
- 11月24日 - 玉ノ富士茂（最高位：関脇、所属：片男波部屋、+ 2021年【令和3年】）[5]
- 12月28日 - 秀男（元・立呼出、所属：伊勢ヶ濱部屋→桐山部屋→朝日山部屋）[6]

## 死去
- 1月11日 - 両國梶之助（最高位：小結、所属：出羽海部屋、年寄：出羽海、* 1874年【明治7年】）[7]
- 1月24日 - 千船川浪之助（最高位：前頭5枚目格付出（大阪関脇）、所属：井筒部屋、* 1882年【明治15年】）[8]
- 9月5日 - 東雲衑藏（最高位：小結、所属：雷部屋、* 1886年【明治19年】）[9]
- 11月29日 - 藤ノ里栄藏（最高位：前頭5枚目、所属：湊川部屋→高嶋部屋→出羽海部屋、* 1901年【明治34年】）[10]